# Labarnas I
Labarnas I, of Labarna I, was de eerste koning van de Hettieten, van ca. 1680 tot 1650 v.Chr.
Labarnas wordt traditioneel gezien als de stichter van het Oude Koninkrijk van de Hettieten (bloeitijd van ca. 1700–1500 v.Chr.), alhoewel zijn bestaan soms in twijfel wordt getrokken door wetenschappers.
Labarnas was niet de eerste in de lijn voor de troon. PU-Sarruma wees Labarnas als zijn opvolger aan nadat zijn eigen zonen in opstand tegen hem gekomen waren. Bij de dood van PU-Sarruma werd de troon betwist door Labarnas en Papahdilmah, een van PU-Sarruma's zonen, waarbij Labarnas als overwinnaar uit de bus kwam.
Het weinige dat bekend is over hem is voornamelijk samengesteld uit het Edict van Telipinu, dat stelt dat hij zijn vijanden verpletterde en "hun liet grenzen aan de zee", een uitdrukking die kan refereren aan de veroveringen tot aan de kust van de Middellandse Zee in het zuiden, en de Zwarte Zee in het noorden. Hij installeerde zijn zonen als gouverneurs in verscheidene steden, inclusief Tuwanuwa, Hupisna, Landa en Lusna (de identiteit van deze plaatsen is onbekend, maar men denkt aan Tyana, Cybistra, Laranda en Lystra). Door zijn veroveringen was hij verantwoordelijk voor het fundament onder het Hettitische Rijk dat zou volgen.
Labarnas was eigenlijk een titel van vroegere Hettitische heersers, in plaats van een eigennaam. Bij gebrek aan referenties uit die tijd, en het feit dat Hattusili I ook deze titel gebruikte, leiden sommige moderne wetenschappers af dat latere Hettitische geschiedschrijvers de referentie aan Labarnas abusievelijk interpreteerden als een afzonderlijke koning voorafgaand aan Hattusili I. Volgens deze theorie waren Labarnas en Hattusili I eigenlijk één en dezelfde heerser.